# 薩漢西克 (希里亞葉韋區)
47°15′47″N 30°2′16″E / 47.26306°N 30.03778°E
薩漢斯凱（烏克蘭語：Саханське）是位於烏克蘭西南部的村莊，由敖德萨州羅茲季利納區的采布里科韋市鎮負責管轄。該村始建於1893年，面積2.76平方公里，海拔高度52米，2001年人口611，人口密度每平方公里221.38人。